# بلاك ألان باركر
بلاك ألان باركر (بالإنجليزية: Black Allan Barker)‏ هو مغني وكاتب أغاني أسترالي، ولد في 12 أبريل 1942، وتوفي في 5 ديسمبر 2003.